# IC 3902
IC 3902 је појединачна звијезда у сазвјежђу Ловачки пси која се налази на листи објеката дубоког неба у Индекс каталогу.
Деклинација објекта је + 35° 59' 44" а ректасцензија 12h 55m 38,7s.